# Helmut Britz
Helmut Britz (n. 28 ianuarie, 1956, Timișoara ) este un publicist, traducător, poet și scriitor de limba germană din România, cu cetățenie română și germană.
Având în vedere sărăcia, corupția și despotismul în care s-au scufundat țările din sudul Europei, publicistul Helmut Britz a propus introducerea termenului de "Europa Latină" (Lateineuropa) pentru a le desemna.

## Studii și specializări
- 1963–1971 — Școala generală nr. 8 Timișoara
- 1971–1975 — Liceul „Nikolaus Lenau” Timișoara
- 1976–1980 — Studii de filologie la Universitatea Babeș-Bolyai Cluj-Napoca, secția engleză germană; Examen de stat. În aceeași perioadă a fost și redactor responsabil al paginilor germane a revistei universitare Echinox [4]
- 1980–1985 — Stagiatura în învățământ la Liceul Miner Rovinari și Școala generală Banloc. Definitivat
- 1990 — Practicant la ziarul „Frankfurter Allgemeine Zeitung”, Frankfurt pe Main
- 2000–2001— Cursuri Postuniversitare de Relații Publice și jurnalism online la Institutul WBS-(Klett-Cota) la Frankfurt pe Main
- 2001–2002 — Studii serale de drept civil și management comunal pe lângă primăria orașului Köln

## Activități profesionale
- 1985–1993 — redactor la revista Uniunii Scriitorilor în limba germană Neue Literatur, București; responsabil rubrică de critică, din 1990 redactor șef
- 1990–1993 — colaborator permanent la Televiziunea de Stat germană ZDF (Berlin, București)
- 1990 — lectorat temporar la Universitatea Oxford (Marea Britanie) la Institutul de Antropologie, unde a ținut cursuri pe tema istoriei minorităților din Ardeal
- 1990–1994 — membru în Directoratul Uniunii Scriitorilor
- 1997–1999 — încadrat asistent la Universitatea București, secția Relații Publice și Comunicare și la SNSAP București
- 1999–2002 — lector universitar titular la Universitatea „Gheorghe Cristea” București
- 2002–2006 — angajat la primăria orașului Köln
- 2002 — responsabil în România al Proiectului IT „Portal în limba germană Turism cultural și ecologic în România”

## Scrieri proprii
- Schorfeis / Gedichte, Editura Dacia, Cluj-Napoca, 1989
- Das Land ist ein Wesen / Prosaversuche, Editura Kriterion, București, 1989 [5]

Prezent cu poezii în antologii:
- Vînt potrivit pînă la tare. Zece tineri poeți germani din România, antologie și postfață de Peter Motzan, în românește de Ioan Muslea, cuvânt înainte de Mircea Iorgulescu, Editura Kriterion, București, 1982. Poeții antologati sunt: Anemone Latzina, Franz Hodjak, Rolf-Frieder Marmont, Johann Lippet, William Totok, Richard Wagner, Rolf Bossert, Hellmut Seiler și Horst Samson, Helmut Britz.

## Traduceri
- Alles auf eine Karte (1983) traducerea cărții "Totul pe o singură carte" (1970) de Dorel Dorian [6]